# Murray Gell-Mann

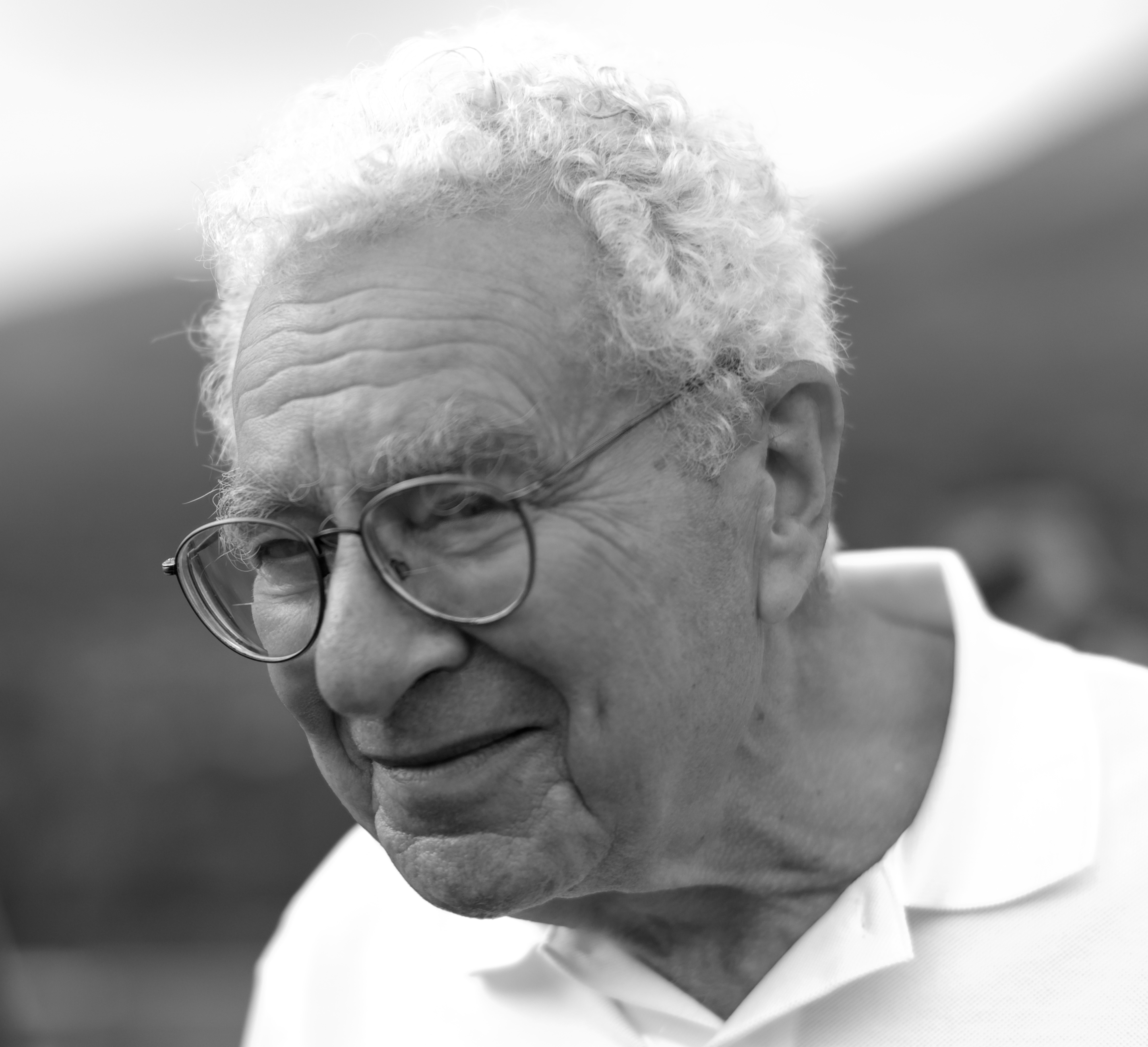
Murray Gell-Mann (2007)

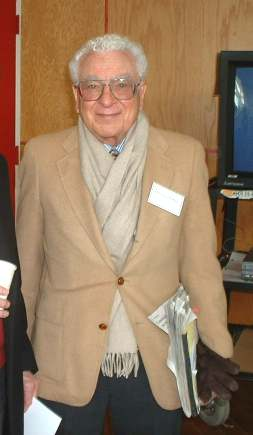
Murray Gell-Mann an der Harvard University (2005)

Murray Gell-Mann (* 15. September 1929 in New York, NY, USA; † 24. Mai 2019 in Santa Fe, New Mexico, USA) war ein US-amerikanischer Physiker. Er erhielt 1969 den Nobelpreis für Physik „für seine Beiträge und Entdeckungen betreffend die Klassifizierung der Elementarteilchen und deren Wechselwirkungen“.

## Leben und Werk
Gell-Mann studierte von 1944 bis 1948 an der Yale University Physik, 1951 promovierte er am Massachusetts Institute of Technology (MIT) bei Victor Weisskopf. Von 1956 bis zu seiner Emeritierung 1993 war er Professor am California Institute of Technology (Caltech).
Gell-Mann leistete schon früh fundamentale Beiträge zur Theorie und Klassifikation stark wechselwirkender Teilchen (Hadronen). 1953 führte er die Quantenzahl „Strangeness“ zur Klassifikation der Hadronen ein. Mit Abraham Pais untersuchte er das K-Meson-System, ein Paradebeispiel für ein quantenmechanisches Zweizustandssystem.
Aber auch auf anderen Gebieten der Quantenfeldtheorie und Elementarteilchenphysik leistete er wesentliche Beiträge. Zum Beispiel entdeckte er 1954 mit Francis Low die Renormierungsgruppe, unabhängig von E.C.G. Stückelberg und A. Petermann. In einer weiteren Arbeit mit Low untersuchte er das, was später Bethe-Salpeter-Gleichung genannt wurde. Mit Richard Feynman veröffentlichte er 1958 eine neue Formulierung der schwachen Wechselwirkung (V-A-Theorie).
Mit Keith Brueckner untersuchte er das Vielteilchenproblem des Elektronengases und mit Marvin Leonard Goldberger die allgemeine quantenmechanische Streutheorie. Mit Walter Thirring und Goldberger führte er Dispersionsrelationen ein. In einer Arbeit mit Maurice Lévy untersuchte er das „chiral model“ (PCAC (partially conserved axial vector current), Goldberger-Treiman-Relation). Diese Modelle drücken die chirale Symmetrie der starken Wechselwirkung aus und dienten ab den 1960er Jahren als phänomenologische Modelle zu ihrer Beschreibung (Beziehungen zwischen Massen und Kopplungskonstanten usw.).
Gell-Mann und unabhängig von ihm Juval Ne’eman schlugen 1961 ein phänomenologisches Modell zur Klassifikation der Hadronen vor, das er zunächst entsprechend dem Edlen Achtfachen Pfad im Buddhismus „Eightfold Way“ nannte, da die Zahl 8 in dem Modell eine zentrale Rolle spielt. 1964 entwickelten Gell-Mann und unabhängig von ihm George Zweig daraus das Quark-Modell. Damals waren nur drei Quark-Flavours (up, down, strange) bekannt, heute sind drei weitere bekannt, die aber eine viel höhere Masse haben und deshalb in den Experimenten der 1960er Jahre nicht entdeckt werden konnten. Die zugehörige Symmetriegruppe bei drei Quark-Flavours ist die SU(3)-Gruppe, und die zu den Pauli-Matrizen analogen häufig verwendeten Generatoren der SU(3) werden Gell-Mann-Matrizen genannt. Zur Bezeichnung der Quarks wurde Gell-Mann durch einen Satz aus dem Roman Finnegans Wake von James Joyce  („Three quarks for Muster Mark“) inspiriert.
In Physics Band 1, 1964, S. 63 (The symmetry group of vector and axial vector currents) und Physical Review Band 125, 1962, S. 1067 führte er in Zusammenhang mit seinen Arbeiten zum Quark-Modell „current algebras“ ein (wörtlich „Algebra der Ströme“), die in den 1960er Jahren sehr populär waren.
1972 führte er mit Harald Fritzsch den Farbfreiheitsgrad (color) der Quarks ein, und in einer gemeinsamen Arbeit mit Heinrich Leutwyler wurde die volle Quantenchromodynamik eingeführt.
Im akademischen Jahr 1958–1959 nahm Gell-Mann ein Sabbatical und ging ans Collège de France. Gell-Mann verbrachte mehrere Zeiträume am CERN, den Laboratorien der Europäischen Organisation für Kernforschung in Genf, Schweiz, unter anderem als Stipendiat der John Simon Guggenheim Memorial Foundation. Im Jahr 1972 stand er als Gastprofessor auf der Gehaltsliste des CERN. Im selben Jahr geriet Gell-Mann wegen seiner Beteiligung an der US-Militärberatungsgruppe JASON in die Kritik. Mehrere Antikriegsproteste in Frankreich und Italien machten auf diese Verbindung aufmerksam. Ende der 1970er Jahre referierte er am CERN über die große Vereinigung der verschiedenen Kräfte in der Natur.
Ende der 1970er Jahre und in den 1980er Jahren war er u. a. an der Entwicklung von Grand Unified Theories (GUT) beteiligt. Unter anderem untersuchte er mit Pierre Ramond und Richard Slansky die Möglichkeiten der Einbettung der color-Gruppe in GUTs und entwickelte den „Seesaw“-Mechanismus zur Massenerzeugung. Außerdem beteiligte er sich an der Entwicklung von Supergravitations-, Kaluza-Klein- und Stringtheorie. In den 1990er Jahren beteiligte er sich am Ausbau der „decoherent-histories“-Interpretation der Quantenmechanik (mit James Hartle).
1984 war Gell-Mann einer von mehreren Mitbegründern des Santa Fe Institute, eines gemeinnützigen theoretischen Forschungsinstituts in Santa Fe, New Mexico, das verschiedene Aspekte komplexer Systeme untersuchen und die Idee einer eigenständigen interdisziplinären Erforschung der Komplexitätstheorie verbreiten sollte.
Ab 1993 war er selbst am Santa Fe Institute tätig, wo er sich mit komplexen adaptiven Systemen und allgemein mit der Entstehung von komplexen Phänomenen aus einfachen Gesetzen beschäftigte. Er berichtete darüber in seinem populärwissenschaftlichen Buch Das Quark und der Jaguar und beschäftigte sich zuletzt mit kooperativen Ansätzen in der Ökonomie.
Gell-Mann war Mitglied des Committee for the Scientific Investigation of Claims of the Paranormal. 1959 war er erster Träger des Dannie-Heineman-Preises.
Der Romanautor Cormac McCarthy sah in Gell-Mann einen Universalgelehrten, der „mehr über mehr Dinge wusste als irgendjemand, den ich je kennengelernt habe… Murray zu verlieren ist wie der Verlust der Encyclopædia Britannica.“ Zu seinen Doktoranden zählen Kenneth Wilson, Barton Zwiebach und Sidney Coleman.

### Privatleben
Gell-Mann wurde in Lower Manhattan als Sohn einer Familie jüdischer Einwanderer aus Österreich-Ungarn, genauer gesagt aus Czernowitz in der heutigen Ukraine, geboren. Seine Eltern waren Pauline (geb. Reichstein) und Isidore Gell-Mann („Arthur“), der Englisch als Zweitsprache unterrichtete. Er hatte einen neun Jahre älteren Bruder Benedict Gelman (Gell-Mann), der Fotograf und Reporter war. Gell-Mann heiratete 1955 J. Margaret Dow. Sie hatten eine Tochter (Elizabeth) und einen Sohn (Nicholas). Margaret starb 1981 an Krebs und 1992 heiratete er Marcia Southwick, deren Sohn sein Stiefsohn wurde. Er starb in seinem Zuhause in Santa Fe am 24. Mai 2019 im Alter von 89 Jahren.
Zu Gell-Manns Interessen außerhalb der Physik gehörten Archäologie, Naturgeschichte, Vogelbeobachtung und historische Linguistik.

## Trivia
Michael Crichton berichtete im 2002 gehaltenen Vortrag Why Speculate? von einer Beobachtung, die er im Gespräch mit seinem – nach eigener Aussage – engen Vertrauten Gell-Mann gemacht habe: So empfinde man die mediale Berichterstattung in Bereichen eigener Expertise oft als störend ungenau, was paradoxerweise keinerlei Skepsis bei nachfolgenden fachfremden Themen hervorrufe. Er bezeichnete das Phänomen als Murray-Gell-Mann-Amnesie-Effekt.

## Auszeichnungen (Auswahl)
- 1960: Mitglied der National Academy of Sciences
- 1964: Mitglied der American Academy of Arts and Sciences
- 1968: John J. Carty Award
- 1969: Physik-Nobelpreis
- 1988: Global 500
- 1989: Majoranapreis „Wissenschaft für den Frieden“
- 1993: Mitglied der American Philosophical Society[39]
- 1994: Auswärtiges Mitglied der Russischen Akademie der Wissenschaften
- 2003: Ehrenmitglied der Royal Irish Academy
- 2005: Albert-Einstein-Medaille
- 2005: Humanist of the Year von der American Humanist Association[40]
- 2014: Helmholtz-Medaille

Darüber hinaus erhielt Gell-Mann den Ernest-Orlando-Lawrence-Preis, die Benjamin-Franklin-Medaille, sowie zahlreiche Ehrendoktorate der Universitäten Cambridge, Columbia, Oxford, Chicago, Florida, Yale und anderer.

## Werke
- Gell-Mann und Ne’eman (Hrsg.): The Eightfold Way. 1964 (Fachbuch zum Eightfold Way).
- Das Quark und der Jaguar. Piper, München 1994, ISBN 3-492-22296-X (populärwissenschaftliches Buch).
  - Neueste englischsprachige Ausgabe: The Quark & the Jaguar. Adventures in the Simple & the Complex. SFI Press, Santa Fe 2023, ISBN 978-1-947864-46-7.
- Selected Papers. World Scientific, 2010.